# Brandon Marsh
Brandon Marsh (Buford, Georgia, 18 de diciembre de 1997) es un jugador profesional estadounidense de béisbol que se desempeña en la posición de jardinero izquierdo en Philadelphia Phillies, equipo de las Grandes Ligas de Béisbol (MLB).

## Carrera
Fue seleccionado en la segunda ronda en el Draft de la MLB de 2016. En 2021 hizo su debut profesional con el equipo Los Angeles Angels, en el cual jugó dos temporadas (2021-2022), después pasó a Philadelphia Phillies, donde lleva jugando tres temporadas.